# Mel Gaynor
Mel George Gaynor (nascido em 29 de maio de 1959, Londres; Inglaterra) é um músico britânico.
Ele é mais conhecido por ser há muito tempo, o baterista da banda de rock Simple Minds. Gaynor é filho de pai jamaicano e mãe afro-brasileira.

## Carreira
Gaynor se juntou ao Simple Minds em 1982 como baterista temporário para o álbum New Gold Dream (como recomendado pelo produtor Peter Walsh) tendo depois entrado permanentemente na banda durante a turnê, substituindo Mike Ogletree. Deixou a banda em 2017.
Gaynor começou a estudar bateria aos onze anos e teve sua primeira performance profissional ao catorze anos.
Atualmente, além de ser baterista, Gaynor trabalha como compositor e produtor musical, e vem trabalhando em um projeto, que se chama The Fusion Project. The Fusion Project é descrito como "uma fusão entre rock progressivo e jazz".
Gaynor considera os The Rolling Stones, Led Zeppelin, Jimi Hendrix e James Brown como suas principais influências.